# Helen Bailey
Helen Bailey född 1965, död 11 april 2016, skrev Topazböckerna. Det finns 8 st olika topazböcker varav 6 finns översatta till svenska.

## Böcker på svenska
- 2006 - Topaz - scenskolans stjärna ISBN 91-32-14956-5 och ISBN 978-91-32-14956-6
- 2006 - Topaz tar chansen ISBN 91-32-14957-3 och ISBN 978-91-32-14957-3
- 2006 - Topaz i rampljuset ISBN 91-32-14958-1 och ISBN 978-91-32-14958-0
- 2006 - Topaz och talangjakten ISBN 91-32-14960-3 och ISBN 978-91-32-14960-3
- 2007 - Topaz på hal is ISBN 978-91-32-15069-2
- 2007 - Topaz och drömrollen ISBN   978-91-32-15070-8